# Cercal (Ourém)
Cercal ist ein Ort und eine ehemalige Gemeinde (Freguesia) im portugiesischen Kreis Ourém. Die Gemeinde hatte 785 Einwohner (Stand 30. Juni 2011).
Am 29. September 2013 wurden die Gemeinden Cercal und Matas zur neuen Gemeinde União das Freguesias de Matas e Cercal zusammengeschlossen.